# Loxosoma monilis
Loxosoma monilis är en bägardjursart som beskrevs av Konno 1973. Loxosoma monilis ingår i släktet Loxosoma och familjen Loxosomatidae. Inga underarter finns listade i Catalogue of Life.